# Ostrôžky
Koordinaten: 48° 29′ N, 19° 28′ O

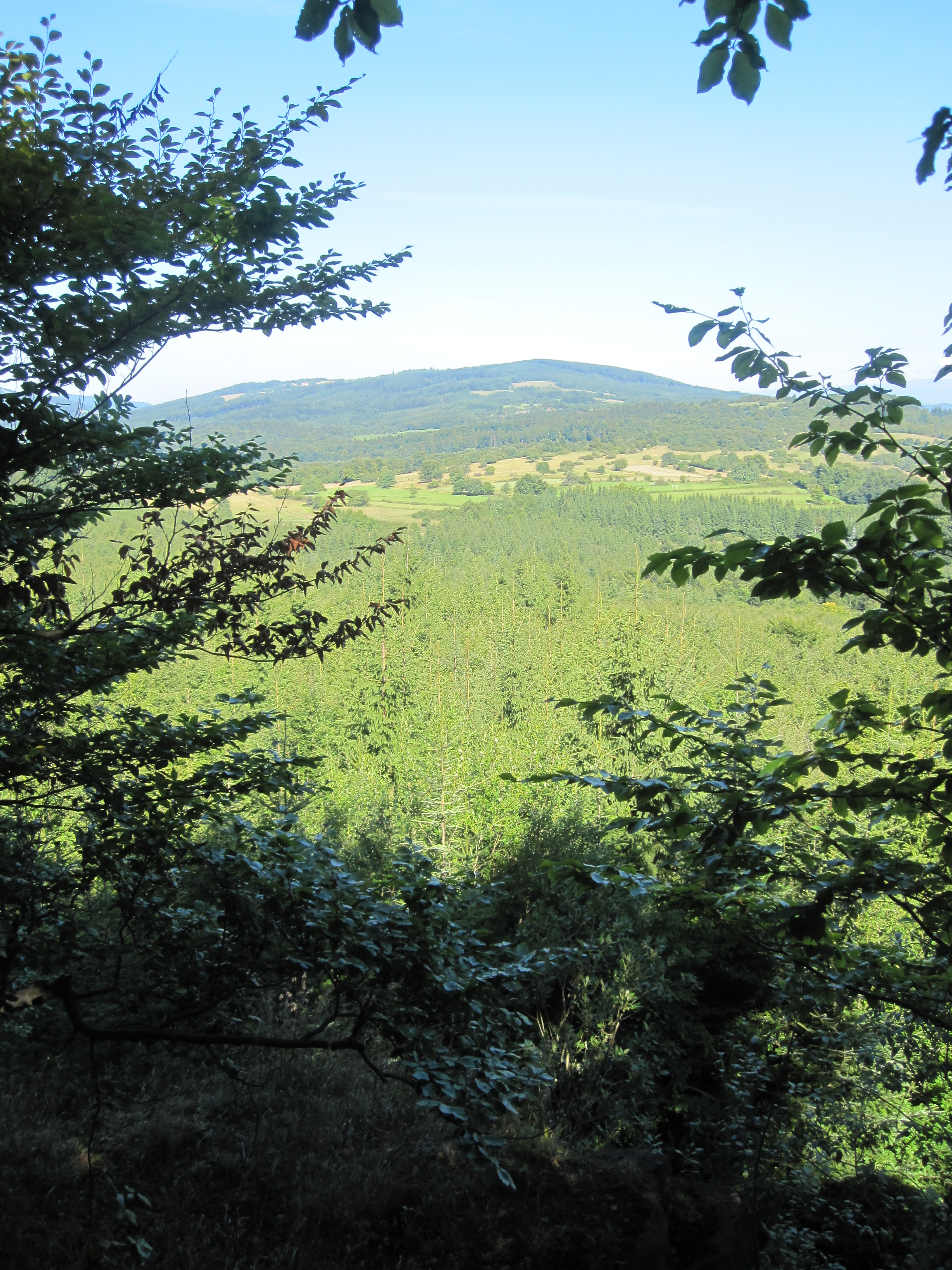
Höchster Berg Ostrôžka, von den Felsen Budinské skaly bei Budiná gesehen

Die Ostrôžky ist ein Gebirge in der südlichen Slowakei und Teil des Slowakischen Mittelgebirges. Es befindet sich ungefähr in einem Dreieck zwischen den Städten Detva, Veľký Krtíš und Lučenec und ist etwa 20 × 10 km groß. Ähnlich wie andere Gebirge des Slowakischen Mittelgebirges sind auch die Ostrôžky vulkanischen Ursprungs. Der höchste Berg heißt Ostrôžka (877 m n.m.).
Das Gebirge grenzt an das Becken Zvolenská kotlina im Norden, an das Slowakische Erzgebirge im Osten, das Becken Juhoslovenská kotlina im Süden sowie die Hochebene Krupinská planina und das Javorie-Gebirge im Westen.
Touristisch ist das Gebirge noch weitgehend unerschlossen.